# Greatest Hits (album d'Aqua)
Pour les articles homonymes, voir Greatest Hits.
Albums de Aqua
Remix Super Best Megalomania
Singles
1. Back to the 80's
2. My Mamma Said
3. Spin Me a Christmas

Greatest Hits est le second album compilation d'Aqua, sorti au Danemark et en Suède le 15 juin 2009.
Il comprend l'ensemble des singles (excepté Good Morning Sunshine et Bumble Bees) du groupe et trois nouvelles chansons, ainsi qu'un livret de paroles.
Sur la pochette de l'album, on voit le groupe déguisé en nobles de la Renaissance.
Avant que la liste officielle des chansons ne soit parue, Aqua avait confirmé la présence de Back To The 80's (joué pour la première fois lors du Goodbye To The Circus Tour), My Mamma Said et Live Fast - Die Young.
Une réédition est sortie le 16 novembre au Danemark avec une pochette légèrement différente, la couleur "or" du tableau devient couleur "argent" . Elle comprendra un DVD bonus avec le live du Tivoli 2009 et une nouvelle chanson inédite "Spin Me A Christmas". Dans la liste des titres, le single "Good Morning Sunshine" remplacera "Be A Man".
La promotion de l'album est soutenue par la tournée Greatest Hits Tour.

## Album

### Chansons
1. Back to the 80's   3:44
2. My Mamma Said   3:37
3. Live Fast - Die Young   3:03
4. Happy Boys & Girls   3:34
5. Barbie Girl   3:15
6. Around the World   3:29
7. Doctor Jones   3:22
8. Aquarius   4:21
9. Cuba Libre   3:35
10. Lollipop (Candyman)   3:35
11. Cartoon Heroes (Radio Edit) 3:39
12. Be a Man   4:21
13. My Oh My   3:23
14. Freaky Friday   3:44
15. We Belong to the Sea   4:17
16. Roses Are Red   3:42
17. Halloween   3:49
18. Turn Back Time   4:07
19. Goodbye to the Circus   3:59

## Singles
- Back to the 80's
- My Mamma Said
- Spin Me a Christmas

## Classements[3]
- Danemark : #1 (2 fois disque de platine) . 60 000+
- Norvège : #7
- Suède : #24